# Ermita de la Pietat (Ulldecona)
La Pietat és un santuari i ermita adossat a les parets de la Mola de Godall o Serra de l'Ermita, al nord-oest d'Ulldecona (Montsià) protegit com a bé cultural d'interès local. S'hi pot accedir pel camí tradicional de l'Ermita, bordejant la Serra, o pel que comunica l'Ermita amb la carretera comarcal que va a Tortosa, a uns 4 quilòmetres d'Ulldecona.
El conjunt consta d'església i hostatgeria, una davant de l'altre, amb un porxo central de dos pisos, el superior amb una galeria d'arcs rodons, que serveix d'accés a les dues. Separada del cos principal, una altra edificació auxiliar més senzilla. Davant el santuari hi ha una plaça ampla, remodelada i ampliada el 1982. Un mur de maçoneria d'uns 2,5 m d'alçada, tanca el recinte de l'ermita, fora del qual hi ha encara una ampla esplanada que es fa servir d'aparcament, una terrassa... A l'alçada de la carretera Tortosa-Ulldecona, una petita capella que indica on comença el camí cap a l'Ermita.
L'edifici de l'hostatgeria consta de planta baixa i tres pisos de nivell irregular. Conserva les estructures de les primitives capelles romànica (segle xiii) i gòtica (segles XIV i XV). La teulada és a dues vessants.

## Ermita

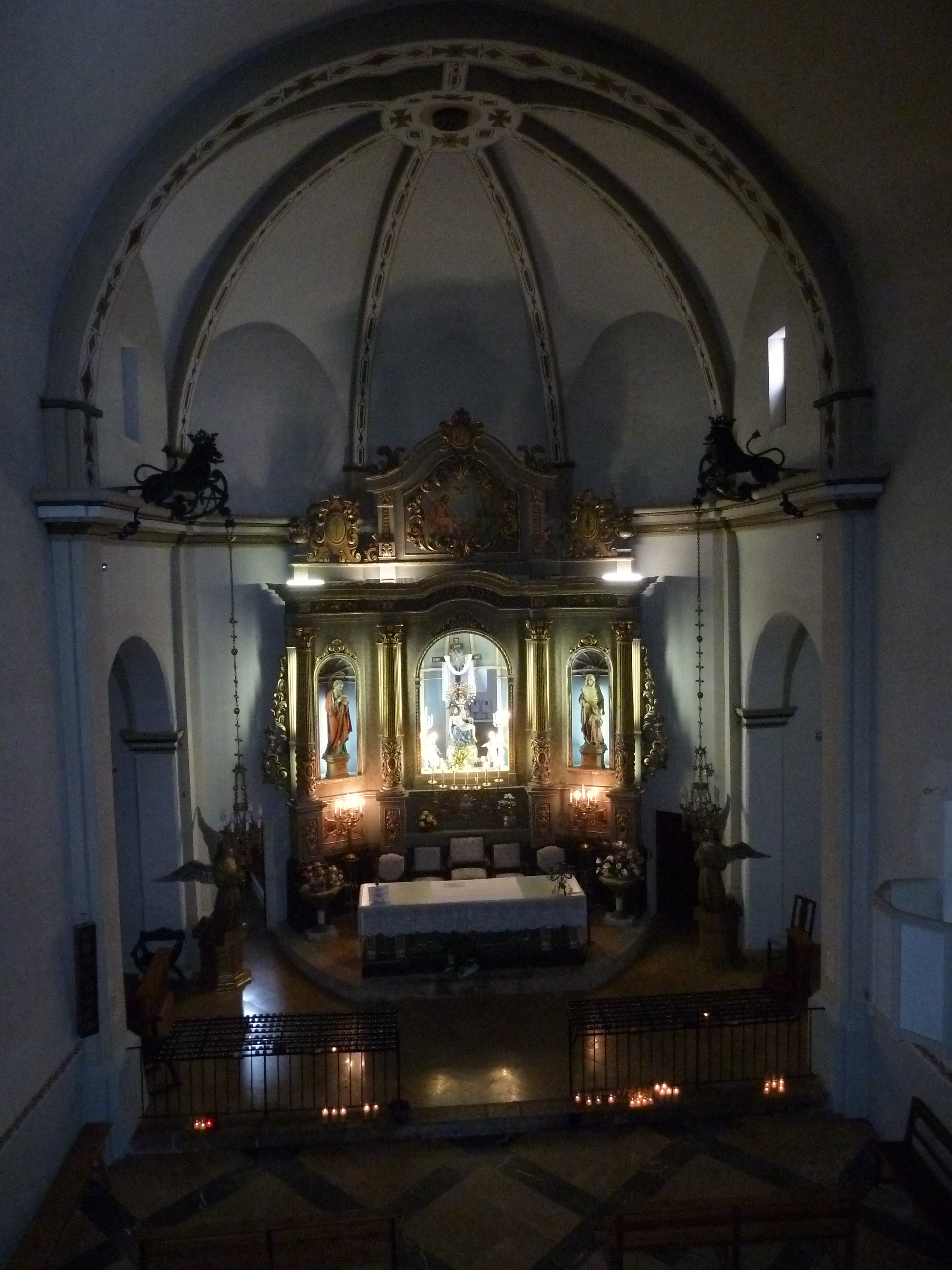
Aspecte de retaule de l'altar major

Juntament amb l'hostatgeria adossada a la façana, forma el cos principal de l'ermita de la Pietat, a uns 4 km al nord del poble. Planta d'una nau rectangular i absis poligonal, porta d'accés sota el porxo de l'hostatgeria, en forma d'arc de mig punt de dovelles i brancals de pedra i cor als peus de la nau. Coberta amb volta de canó a la nau i de creueria a l'absis i les capelles. A banda i banda de l'absis s'hi troben la sagristia i la sala d'exvots. Al mur frontal de l'absis hi ha l'obertura del cambril amb la imatge de la Verge. Sagristia de planta irregular i sector de volta de creueria a través de la qual s'accedeix al cambril, estança quadrada gran amb escala per a pujar fins a la Verge. A l'exterior, contraforts entre capelles i campanar quadrat molt senzill. Murs de maçoneria arrebossada i emblanquinada amb carreus de pedra en les estructures portants. Teulada a dues vessants amb teula àrab.

## Hostatgeria
Sector d'edifici que fa d'hostatgeria i d'habitatge dels ermitans, adossat al mur de l'església. Format per dos cossos diferenciats units. El primer amb gran porxo a la planta baixa amb dues arcades grans de pedra que sostenen el sostre, d'embigat de fusta, a través del qual s'accedeix al primer pis de l'hostatgeria i a l'església. Al primer pis hi ha un porxo al davant cobert amb teulada a la catalana de dues vessants. El segon cos, més gran, consta de planta i tres pisos de nivell irregular; part de la planta és una estança rectangular amb volta de canó de maçoneria i arc toral de carreus. Al primer pis hi ha una nau gòtica amb volta apuntada i dos arcs torals de carreus i en el tercer pis un porxo-golfa i estances auxiliars. Els murs són de maçoneria arrebossada i emblanquinada i la teulada és a dues vessants.
Al fons del vestíbul de la planta baixa hi ha una petita estança amb una cisterna que aprofita la roca com a mur. Rep el nom de "el comptador" i sembla que era un comptador de ramat, ja que prop de l'ermita passa un camí de bestiar oficial. L'edifici té estances condicionades per a acollir pelegrins. L'habiten permanentment un matrimoni.

## Història
No hi ha notícies documentals anteriors al segle xv, però seria possible aventurar la hipòtesi d'una capella immediatament posterior a la Reconquesta. La primera referència que es coneix és del 1445: es tracta d'una peregrinació decidida per l'ajuntament de Tortosa per a demanar pluges en època de sequera. Hi ha diversos documents amb referències d'aquest tipus.
El 1687 es construí el primer pis del cos que separa l'hostatgeria de l'església (hi ha la data gravada a la llinda d'una porta). El 1689 es construí la confraria de Nostra Senyora de la Pietat. El 1779 es va daurar l'altar. Del 1810 al 1812 el santuari romangué tancat.
El 1915, quan liderava el carlisme el pretendent Jaume s'hi celebrà un imponent aplec carlí al qual hi acudiren centenars de persones de tota la comarca i de més lluny i tot.
L'any 1936 l'església va ser incendiada per anarquistes, i es va destruir l'altar, els retaules i el cor, tot i que el foc no afectà l'estructura. L'any 1939 s'inicià la reconstrucció, i d'aquesta data ençà s'hi ha anat intervenint, respectant-ne les estructures.
El 1981 s'amplià la plaça, i als baixos s'hi crearen serveis.